# Tiémoko Konaté
Tiémoko Konaté (ur. 3 marca 1990 w Abidżanie) – iworyjski piłkarz występujący na pozycji pomocnika w duńskim zespole Vendsyssel FF.

## Kariera klubowa

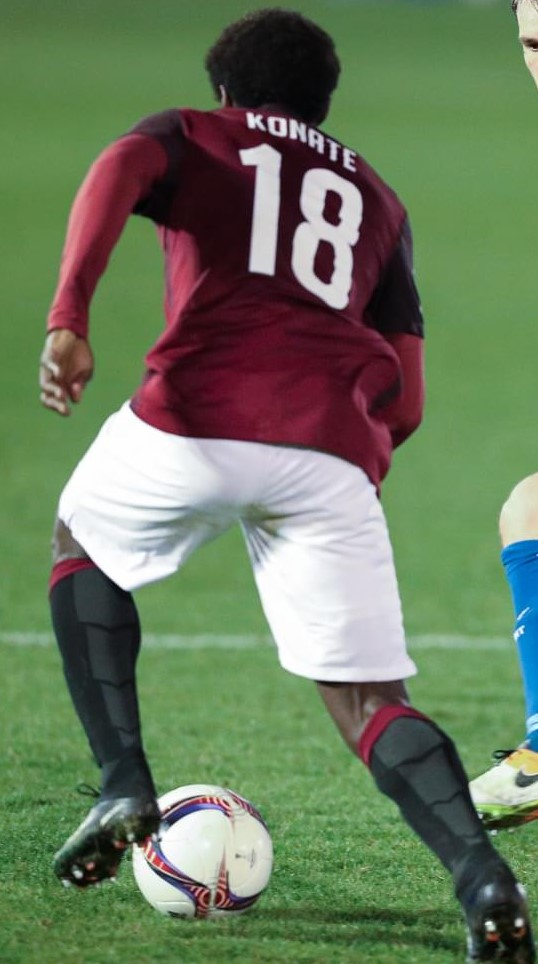
Tiémoko Konaté w barwach Sparty Praga

Profesjonalną karierę zaczynał w rodzinnym kraju w klubie o naziwe Ecole de Football Yéo Martial. W 2011 roku przeniósł się do Africa Sports National Abidżan, zaś latem 2012 roku został graczem Sparty Praga, w której pierwszy sezon spędził głównie w drużynie młodzieżowej. W 2018 roku przeszedł do FK Mladá Boleslav. Od 2019 roku jest zawodnikiem zespołu Vendsyssel FF.

## Kariera reprezentacyjna
W reprezentacji Wybrzeża Kości Słoniowej zadebiutował 29 lutego 2012 roku w towarzyskim meczu przeciwko Gwinei. Na boisku pojawił się w 90 minucie.
| Mecze i gole w reprezentacji | Mecze i gole w reprezentacji | Mecze i gole w reprezentacji | Mecze i gole w reprezentacji | Mecze i gole w reprezentacji | Mecze i gole w reprezentacji | Mecze i gole w reprezentacji |
| 2012                         | 2012                         | 2012                         | 2012                         | 2012                         | 2012                         | 2012                         |
| ---------------------------- | ---------------------------- | ---------------------------- | ---------------------------- | ---------------------------- | ---------------------------- | ---------------------------- |
| 1.                           | 29.02.2012                   | Abidżan, WKS                 | Gwinea                       | 0:0                          | 0                            | towarzyski                   |
| 2016                         |                              |                              |                              |                              |                              |                              |
| 2.                           | 20.05.2016                   | Budapeszt, Węgry             | Węgry                        | 0:0                          | 0                            | towarzyski                   |